# Вдовин, Игорь Владимирович
Игорь Владимирович Вдовин (род. 13 ноября 1974, Ленинград) — российский композитор, музыкант, певец. Один из создателей и вокалист первого состава группы «Ленинград». Основатель проектов «Отцы водорода» и «Симфоническое Кино», сотрудничал с различными музыкантами и музыкальными коллективами (Messer Chups, АукцЫон, Колибри, 2ва Самолёта, Карибасы, Земфира, Самое большое простое число и др.).

## Биография
Родился 13 ноября 1974 года.
Занялся игрой на гитаре с 15 лет, учился в музыкальном училище имени Мусоргского по классу классической гитары. Работал в студии звукозаписи на Радио России. Совместно с Сергеем Шнуровым создал проект «Ухо Ван-Гога», в дальнейшем преобразованный в группу «Ленинград». Участвовал в ранних выступлениях коллектива в качестве вокалиста, работал над записью первого альбома «Пуля» (Шнуров играл на бас-гитаре, продюсером выступил лидер «Аукцыона» Леонид Фёдоров). В настоящее время занимается сольными проектами, пишет музыку к кинофильмам. Был одним из номинантов на премию «Ника» как автор музыки к кинофильму Русалка.
В 2010 году, в рамках концерта «20 лет без Кино», впервые прозвучали симфонические инструментальные версии песен группы «Кино», оркестровки сделал Игорь Вдовин. Затем два года продолжалась работа над полноценной концертной программой, на этом этапе к подключился подключился гитарист «Кино» Георгий Каспарян, продюсером проекта выступил сын Виктора Цоя Александр Цой, а барабанщиком Олег Шунцов, в 2020 году вошедший в состав «Кино» как сессионный музыкант. Проект «Симфоническое Кино» был представлен 21 июня 2012 года, к 50-летию со дня рождения Виктора Цоя. В 2017 году был издан дебютный концертный альбом проекта «СимфониК», представляющий собой запись выступления 2015 года в БКЗ «Октябрьский» г. Санкт-Петербурга. Дизайн обложки альбома успел создать сессионный гитарист «Кино» второй половины 1980-х Андрей Крисанов, умерший в 2018 году от онкологического заболевания.
В 2016 году на 27-м кинофестивале «Кинотавр» был награждён призом имени Микаэла Таривердиева «За лучшую музыку к фильму» («За точность и правильность интонаций») в фильме Гийома Проценко «Разбуди Меня».
В 2019 году на 30-м кинофестивале «Кинотавр» был награждён призом имени Микаэла Таривердиева «За лучшее музыкальное решение к фильму» за работу над картиной Валерии Гай Германики «Мысленный волк».

## Творчество

### Дискография
В составе группы «Ленинград»
- Пуля (Июль 1999) — O.G.I. Records
- Пуля + (6 октября 2001) — Gala Records

Сольная дискография
- Extramusic (2001)
- Light Music For Millions (2001, 2003)
- Gamma (2003)
- 24 (2012)
- проект «Симфоническое Кино», концертный альбом «СимфониК» (2017), оркестровки

### Музыка к фильмам
- Богиня: Как я полюбила (2004)
- Garpastum (2005)
- Меченосец (2006)
- Жесть (2006)
- Экватор (2007)
- Русалка (2007)
- Беляев (2009)
- Запрещённая реальность (2009)
- Игла Remix (2010)
- Правдивая история об алых парусах (2010)
- Не скажу (2010)
- Синдром дракона (2012)
- Атомный лес (2012)
- Разбуди меня (2016)
- Дуэлянт (2016)
- Петербург. Только по любви (2016)
- Осколки (2017)
- Демон революции (2017)
- Мифы (2017)
- Селфи (2018)
- Проигранное место (2018)
- Давай разведемся (2018)
- Мысленный волк (фильм) (2018)
- Плачу с вами (короткий метр, 2018)
- Приключения Пети и Волка (2018)
- Детективный синдром (2019)
- Вторжение (2019)
- Девятая (2019)
- Псих (2020)
- Скажи ей (2020)
- Вертинский (2021)
- На близком расстоянии (2021)
- Вне себя (2021)
- Нулевой пациент (2022)
- Белый список (2022)
- Сердце пармы (2022)
- Чёрная весна (2022)
- Яга и книга заклинаний (2023)
- Самая большая луна (2023)
- Актрисы (2023)
- Сто лет тому вперёд (2024)